# Rabindranath Tagore
Rabindranath Tagore, of Thakur (Calcutta, 7 mei 1861 - aldaar, 7 augustus 1941) was een beroemd dichter, roman- en toneelschrijver. Tevens beoefende hij de schilderkunst en sprak ook Esperanto. Hij was bovendien de eerste Indiase winnaar van de Nobelprijs voor Literatuur in 1913. Tagore schreef het Indiase en het Bengaalse volkslied.

## Familie
Rabindranath Tagore werd op 7 mei 1861 tijdens de Britse koloniale overheersing van India geboren in een rijke brahmaanse familie, die in Calcutta woonde. Zijn vader, Debendranath Tagore (1817-1905) was een tijd lang een van de leiders van de Brahmo Samaj. Zijn moeder, Sarada Devi (1830–1875), overleed toen Rabindranath nog jong was. In 1883 trouwde hij met Mrinalini Devi (geboren Bhabatarini), die toen tien jaar oud was. Zij kregen vijf kinderen, van wie slechts één volwassen werd. Mrinalini Devi zelf stierf in 1902.

## Literaire verdiensten

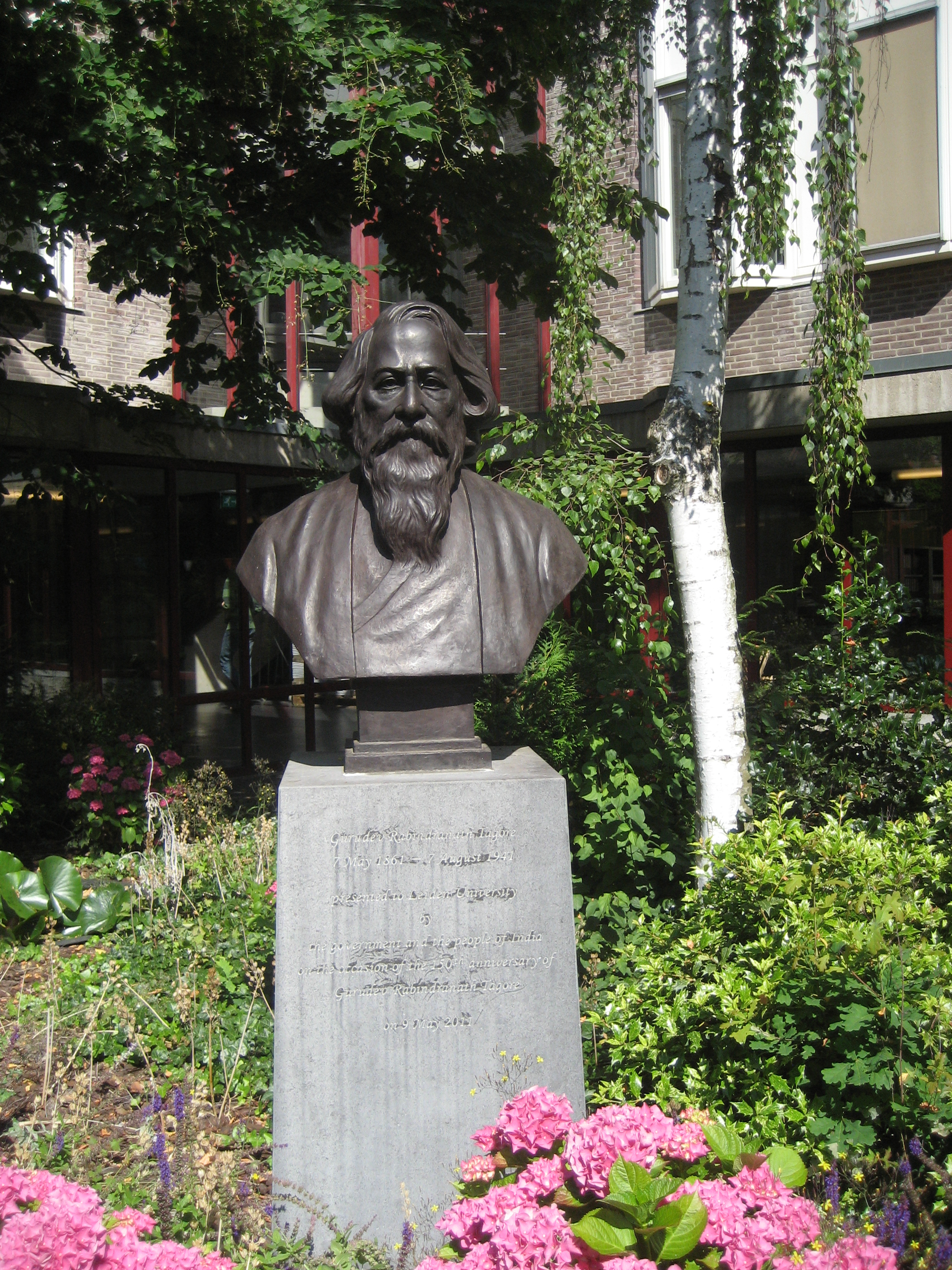
Buste van Tagore in Leiden 2011

Rabindranath Tagore was een Bengaals dichter, wijsgeer, toneelschrijver, romanschrijver en mysticus, die zijn faam vooral te danken heeft aan zijn gedichten.
Hij schiep een soort letterkunde die dichter bij het gesproken Bengaals lag dan men ooit daarvoor had geschreven. Hij schreef voornamelijk in het Bengaals, maar vertaalde zelf veel van zijn werken in het Engels. In zijn werk komt grote kennis van zowel de Westerse als de Indiase cultuur tot uitdrukking. Hij predikte ascese noch yoga, maar een vreugde- en liefdevol opgaan in God in het dagelijks leven.
Tagore ontplooide een grote bedrijvigheid als literator, componist, sociaal hervormer, strever naar onafhankelijkheid en pedagoog. In 1901 stichtte hij te Bolpur, 180 km van Calcutta, de Santi-Niketanschool, die later uitgroeide tot universiteit. Hij was innovatief op het gebied van onderwijs, muziek, religie en sociale hervormingen. Door te schrijven over sociale en politieke onderwerpen streefde Tagore in zijn wereldbeschouwingen bewust naar een harmonische verbinding tussen de Westerse en Oosterse filosofieën, religies en culturen. Hij had een belangrijk aandeel in de bevrijding van India en zijn naam is met die van Gandhi verbonden.
Door les te geven in verschillende landen bezocht hij vaak Europa en Amerika, vooral nadat hij in 1913 de Nobelprijs voor Literatuur toegekend had gekregen. Tot zijn werk behoren een treurspel met de Engelse titel The King of the Dark Chamber (1910) en verschillende romans, waarvan Gora (1908) door sommigen als belangrijker wordt beschouwd dan Rudyard Kiplings schildering van het Indiase leven in Kim.
Tagore blijft echter vooral bekend als een dichter wiens eigen vertaling van zijn Gitanjali (1909; Nederlandse prozavertaling Wijzangen, poëzievertaling Geetanjali) grote bewondering oogstte. Hij schreef lyrische poëzie (Nederlandse vertaling De hovenier 1914) - waarin hij het sterkst was - enkele drama’s met wijsgerige strekking (Chitra 1914; Nederlandse vertaling 1918), enige romans en talrijke verhalen. In 1950 werd zijn gedicht Jana Gana Mana (Engels: Lord of the heart of the people), het volkslied van India. Tagore componeerde het vers reeds in 1911 ter gelegenheid van het Indian National Congress in Calcutta in december van dat jaar.
Met Dakghar (Het postkantoor, 1912) gaf Tagore de stoot tot vernieuwing van het Indiase toneel. Van zijn wijsgerig werk is te noemen Sadhana: The Realisation of Life (1913), evenals diverse andere werken van zijn hand, vertaald in het Nederlands door Frederik van Eeden, die een bewonderaar was van Tagore en enkele -omstreden- vertalingen verzorgde.
De maan heeft
haar licht over
heel de hemel,
haar donkere
vlekken voor
zichzelf.

## Religie en Filosofie
Behalve met literair werk schreef Tagore ook non-fictie over religie, (godsdienst-)filosofie: onder meer The Religion of Man uit 1931, dat hij opdroeg aan Dorothy Payne Whitney Elmhirst. Dit betreft een bundeling van lezingen die hij in mei 1930 gaf aan de Universiteit van Oxford. Daarin behandelde hij universele thema's als God, goddelijke ervaring, verlichting en spiritualiteit. Een kort gesprek tussen hem en Albert Einstein, "Note on the Nature of Reality", is daarin als bijlage opgenomen.
Vrijheid was een belangrijk thema in Tagore's denken, maar hij zag politiek liberalisme niet als gescheiden van de noodzaak voor een individu om naar zijn geweten te handelen. Tagore was verontwaardigd over de onrechtvaardigheid van de Britse koloniale bezetting, die de gevoeligheden van de plaatselijke bevolking met de voeten trad; daarnaast bleef hij echter kritisch voor de traditionele ongelijkheden in de Indische maatschappij. Hij wees op de ethische onhoudbaarheid van Indische eisen voor gelijkheid en zelfbestuur, terwijl in de praktijk veel Indiërs diezelfde rechten onthielden aan grote groepen landgenoten. Tagore schatte het egalitaristische aspect van de moderne, westerse cultuur naar waarde, maar ging ervan uit dat de structurele en institutionele onrechtvaardigheid van de Indische maatschappij kon hervormd worden vanuit het denkkader van de Indische filosofische traditie.

## Varia
- Op 30 september 2020 zou in Den Haag een bijeenkomst plaatsvinden ter herdenking van het feit dat Tagore 100 jaar geleden Nederland bezocht, in september en oktober 1920, op uitnodiging van de Nederlandse afdeling van de Theosofische Vereniging en de Vrije Gemeente in Amsterdam. Hij gaf destijds een reeks lezingen voor universiteiten, kerken en verenigingen over "de ontmoeting tussen Oost en West". De herdenkingsbijeenkomst werd echter afgelast wegens de maatregelen die werden afgekondigd door de beteugeling van de coronacrisis in Nederland.
- Werk van Tagore is ook vertaald en vertolkt in het Fries. Zijn gewijde gezangen zijn vertaald en bewerkt tot Omdat ik dit libben leafha door dichter Eppie Dam, die aangaf gegrepen te zijn door "de eerlijke en verrassende vertolking van het menselijk bestaan" door Tagore. De vertalingen werd op muziek gezet door Jan de Jong voor een gemengd koor en vier solisten. [4]

### Lyriek
- The Gardener (1913, Nederlandse vertaling door Frederik van Eeden in De hovenier, 1914)
- Balaka (1916, Engelse vertaling: The Flight of Swans)

### Drama
- The post-office (1914, Nederlandse vertaling door Henri Borel, De brief van de koning, 1916)
- Chitra (1914, Nederlandse vertaling door Frederik van Eeden, 1918)
- The King of the Dark Chamber (1914, Nederlandse vertaling door Henri Borel in De koning van de donkere kamer, 1919)

### Romans
- Hungry Stones (1916, Nederlandse vertaling door Frederik van Eeden, De hongerige stenen, 1920)
- The Home and the World (1919, Nederlandse vertaling door Frederik van Eeden, Het huis en de wereld, 1921)

### Wijsgerige en religieuze werken
- Gitanjali (1909, eigen vertaling in het Engels, Nederlandse prozavertaling door Frederik van Eeden in Wij-zangen, 1912; Nederlandse poëzievertaling door Arthur Kooyman in Geetanjali, 2017)
- Sadhana (1913, Nederlandse vertaling door Frederik van Eeden, Sadhana, 1918)
- The crescent moon, (1913, Nederlandse vertaling van Frederik van Eeden De wassende maan, 1917)
- Gitali (1914, Nederlandse vertaling door Victor van Bijlert in Toen jij de snaren spande, 1996)
- Stray Birds (1916, Nederlandse vertaling door Johan de Molenaar in Zwervende vogels, 24e druk 1997)
- Fireflies (1928, Nederlandse vertaling door Johan de Molenaar,Vuurvliegen, 1963)
- The Religion of Man, (1931, Nederlandse vertaling door Simon Vinkenoog, De religie van de mens, 1977)

### Overige werken
- My Boyhood Days (1940)

## Muziek
- De Britse componist Frank Bridge vertaalde drie gedichten uit The Gardener en zette er muziek onder. Gedichten beginnende met de teksten Day after day, Speak to me, my love en Dweller in my deathless dreams verschenen na elkaar maar werden samen later gebundeld.
- De Nederlandse componist Jan van Gilse zette drie gedichten van The Gardener(1915) en drie gedichten uit Gitanjali(1923) op muziek voor orkest en sopraan. Hij gebruikte hiervoor een Duitse vertaling.
- Alexander von Zemlinsky's Lyrische Symfonie (1923) bestaat uit de toonzetting voor solisten (sopraan en bariton) en orkest van zeven gedichten van Tagore, met voor- en naspel en tussenspelen voor orkest.
- De Belgische componist Arthur Meulemans schreef in 1923 een suite voor sopraan of tenor, koor en orkest op een tekst uit The Gardener.
- De Noorse componist Alf Hurum zette het gedicht 'Avond' van Tagore op muziek, dat werd opgenomen als zijn Opus 19 Sanger.
- Voor de video waarin Matt Harding danste werd zijn gedicht Praan uit de gedichtenbundel Gitanjali als achtergrond op muziek gezet door Garry Schyman en gezongen in het Bengaals door 17-jarige Palbasha Siddique in 2008. Op Youtube werd dit al miljoenen malen bekeken en beluisterd.

## Verder lezen
- Meyer, Liesbeth (2004) Tagore in The Netherlands. Parabaas.com.

- Bibsys: 90057369
- Biblioteca Nacional de Chile: 000042842
- Biblioteca Nacional de España: XX924094
- Bibliothèque nationale de France: cb11925917p (data)
- Catàleg d'autoritats de noms i títols de Catalunya: 981058523188606706
- CiNii: DA00343277
- Digitale Bibliotheek voor de Nederlandse Letteren: tago001
- Gemeinsame Normdatei: 118620517
- International Standard Name Identifier: 0000 0001 2099 9155
- KulturNav: 6036a003-053f-4735-869b-f2a66550fc8e
- Library of Congress Control Number: n80036680
- Nationale Bibliotheek van Letland: 000000865
- MusicBrainz: 13274b60-181b-431a-b049-b48560c58e2a
- Bibliotheek van het Japanse parlement: 00458261
- Nationale Bibliotheek van Tsjechië: jn19981002206
- Nationale bibliotheek van Australië: 35537863
- Nationale Bibliotheek van Israël: 987007268753705171
- Nationale Bibliotheek van Polen: a0000001179695
- Nationale Bibliotheek van Roemenië: 000355279
- Nationale en Universitaire bibliotheek Zagreb: 000002301
- Nederlandse Thesaurus van Auteursnamen: 143280643
- RKD-Nederlands Instituut voor Kunstgeschiedenis: 308478
- Istituto Centrale per il Catalogo Unico: CFIV004010
- LIBRIS: 199710
- SNAC: w6gb24fv
- Système universitaire de documentation: 027153711
- TDVİA: robindranath-tagor
- Museum of New Zealand Te Papa Tongarewa: 35494
- Trove: 988731
- Union List of Artist Names: 500121702
- Virtual International Authority File: 24608356
- WorldCat: E39PBJq73tMPmywFq7mrgpwgrq

1901: Prudhomme ·
1902: Mommsen ·
1903: Bjørnson ·
1904: Mistral, Echegaray ·
1905: Sienkiewicz ·
1906: Carducci ·
1907: Kipling ·
1908: Eucken ·
1909: Lagerlöf ·
1910: Heyse ·
1911: Maeterlinck ·
1912: Hauptmann ·
1913: Tagore ·
1915: Rolland ·
1916: Heidenstam ·
1917: Gjellerup, Pontoppidan ·
1919: Spitteler ·
1920: Hamsun ·
1921: France ·
1922: Benavente ·
1923: Yeats ·
1924: Reymont ·
1925: Shaw ·
1926: Deledda ·
1927: Bergson ·
1928: Undset ·
1929: Mann ·
1930: Lewis ·
1931: Karlfeldt ·
1932: Galsworthy ·
1933: Boenin ·
1934: Pirandello ·
1936: O'Neill ·
1937: Gard ·
1938: Buck ·
1939: Sillanpää ·
1944: Jensen ·
1945: Mistral ·
1946: Hesse ·
1947: Gide ·
1948: Eliot ·
1949: Faulkner ·
1950: Russell ·
1951: Lagerkvist ·
1952: Mauriac ·
1953: Churchill ·
1954: Hemingway ·
1955: Laxness ·
1956: Jiménez ·
1957: Camus ·
1958: Pasternak ·
1959: Quasimodo ·
1960: Perse ·
1961: Andrić ·
1962: Steinbeck ·
1963: Seferis ·
1964: Sartre (geweigerd) ·
1965: Sjolochov ·
1966: Agnon, Sachs ·
1967: Asturias ·
1968: Kawabata ·
1969: Beckett ·
1970: Solzjenitsyn ·
1971: Neruda ·
1972: Böll ·
1973: White ·
1974: Johnson, Martinson ·
1975: Montale ·
1976: Bellow ·
1977: Aleixandre ·
1978: Singer ·
1979: Elýtis ·
1980: Miłosz ·
1981: Canetti ·
1982: García Márquez ·
1983: Golding ·
1984: Seifert ·
1985: Simon ·
1986: Soyinka ·
1987: Brodsky ·
1988: Mahfoez ·
1989: Cela ·
1990: Paz ·
1991: Gordimer ·
1992: Walcott ·
1993: Morrison ·
1994: Oë ·
1995: Heaney ·
1996: Szymborska ·
1997: Fo ·
1998: Saramago ·
1999: Grass ·
2000: Gao ·
2001: Naipaul ·
2002: Kertész ·
2003: Coetzee ·
2004: Jelinek ·
2005: Pinter ·
2006: Pamuk ·
2007: Lessing ·
2008: Le Clézio ·
2009: Müller ·
2010: Vargas Llosa ·
2011: Tranströmer ·
2012: Mo ·
2013: Munro ·
2014: Modiano ·
2015: Aleksijevitsj ·
2016: Dylan ·
2017: Ishiguro ·
2018: Tokarczuk ·
2019: Handke ·
2020: Glück ·
2021: Gurnah ·
2022: Ernaux ·
2023: Fosse ·
2024: Kang ·